# Toyota Corolla E100
La Toyota Corolla E100 è la settima generazione dell'omonima vettura. Fu prodotta dal 1991 al 1998 (in Australia dal 1994 al 1999 e in Giappone le versioni wagon e van furono vendute rispettivamente fino al 2000 e fino al 2002).

## Storia e caratteristiche
A differenza delle precedenti, questa serie è classificata come auto compatta e non subcompact. Come la Corolla E90, questa serie è venduta come Toyota Sprinter in Giappone, Geo Prizm negli USA, Holden Nova in Oceania. Nella gamma la versione coupé viene stavolta chiamata Corolla Levin, e inoltre è stavolta presente una versione hardtop, la Corolla Ceres/Sprinter Marino, lanciata nel '92. Non è venduta in Sud Africa, dove è ancora presente la precedente serie.